# Jewgenija Simonowna Linezkaja
Jewgenija Simonowna Linezkaja (russisch Евгения Симоновна Линецкая, engl. Transkription Evgenia Linetskaya; * 30. November 1986 in Moskau) ist eine ehemalige russisch-israelische Tennisspielerin.

## Karriere
Sie gewann in ihrer Karriere sieben Einzel- und einen Doppeltitel auf ITF-Turnieren.
Ihr bestes Ergebnis bei einem Grand-Slam-Turnier war das Erreichen des Achtelfinales der Australian Open im Dameneinzel im Jahr 2005.
Ihr letztes Match auf der Damentour absolvierte sie im April 2012 bei einem ITF-Turnier in Kroatien.
Jewgenija Linezkaja studierte drei Jahre Psychologie an der Universität Moskau.